# Bahnstrecke St. Albans–Richford
| Streckenlänge: | 44,22 km             |                             |                             |
| Spurweite: | 1435 mm (Normalspur) |                             |                             |
| |                      |                             |                             |
| \| \| \| von Essex Junction \| \| \| \| 0,0 \| St. Albans VT (Amtrak-Halt) \| St. Albans VT (Amtrak-Halt) \| \| \| \| nach Rouses Point \| \| \| \| \| Streckenende \| \| \| \| \| Straßenbahn St. Albans \| \| \| \| \| Verbindung zur Straßenbahn \| \| \| \| \| Interstate 89 \| \| \| \| 7,1 \| Greens Corner VT \| Greens Corner VT \| \| \| \| Summit Siding \| \| \| \| 14,0 \| Sheldon Springs VT \| Sheldon Springs VT \| \| \| \| Missisquoi River \| \| \| \| 16,4 \| Sheldon Junction VT \| Sheldon Junction VT \| \| \| \| Verbindung nach Lunenburg \| \| \| \| \| Strecke Lunenburg–Maquam \| \| \| \| \| Verbindung von Maquam \| \| \| \| 20,3 \| North Sheldon VT \| North Sheldon VT \| \| \| 23,5 \| South Franklin VT \| South Franklin VT \| \| \| 28,6 \| Enosburg Falls VT \| Enosburg Falls VT \| \| \| \| Anschluss Verladestation \| \| \| \| 33,0 \| North Enosburg VT \| North Enosburg VT \| \| \| 37,0 \| East Berkshire VT \| East Berkshire VT \| \| \| \| Missisquoi River \| \| \| \| \| \| \| \| \| 44,2 \| Richford VT \| Richford VT \| \| \| \| von Farnham \| \| \| \| \| nach Newport \| \| |                      |                             |                             |
| Strecke |                      | von Essex Junction          | von Essex Junction          |
| Bahnhof | 0,0                  | St. Albans VT (Amtrak-Halt) | St. Albans VT (Amtrak-Halt) |
| Abzweig ehemals geradeaus, nach links und von links |                      | nach Rouses Point           | nach Rouses Point           |
| |                      | Streckenende                |                             |
| Kreuzung (Strecken außer Betrieb) |                      | Straßenbahn St. Albans      | Straßenbahn St. Albans      |
| Abzweig geradeaus und von rechts (Strecke außer Betrieb) |                      | Verbindung zur Straßenbahn  | Verbindung zur Straßenbahn  |
| Strecke mit Straßenbrücke (Strecke außer Betrieb) |                      | Interstate 89               | Interstate 89               |
| Haltepunkt / Haltestelle (Strecke außer Betrieb) | 7,1                  | Greens Corner VT            | Greens Corner VT            |
| Dienststation / Betriebs- oder Güterbahnhof (Strecke außer Betrieb) |                      | Summit Siding               | Summit Siding               |
| Bahnhof (Strecke außer Betrieb) | 14,0                 | Sheldon Springs VT          | Sheldon Springs VT          |
| Brücke über Wasserlauf (Strecke außer Betrieb) |                      | Missisquoi River            | Missisquoi River            |
| Bahnhof (Strecke außer Betrieb) | 16,4                 | Sheldon Junction VT         | Sheldon Junction VT         |
| Abzweig geradeaus und nach rechts (Strecke außer Betrieb) |                      | Verbindung nach Lunenburg   | Verbindung nach Lunenburg   |
| Kreuzung (Strecken außer Betrieb) |                      | Strecke Lunenburg–Maquam    | Strecke Lunenburg–Maquam    |
| Abzweig geradeaus und von links (Strecke außer Betrieb) |                      | Verbindung von Maquam       | Verbindung von Maquam       |
| Bahnhof (Strecke außer Betrieb) | 20,3                 | North Sheldon VT            | North Sheldon VT            |
| Haltepunkt / Haltestelle (Strecke außer Betrieb) | 23,5                 | South Franklin VT           | South Franklin VT           |
| Bahnhof (Strecke außer Betrieb) | 28,6                 | Enosburg Falls VT           | Enosburg Falls VT           |
| Abzweig geradeaus und nach rechts (Strecke außer Betrieb) |                      | Anschluss Verladestation    | Anschluss Verladestation    |
| Haltepunkt / Haltestelle (Strecke außer Betrieb) | 33,0                 | North Enosburg VT           | North Enosburg VT           |
| Bahnhof (Strecke außer Betrieb) | 37,0                 | East Berkshire VT           | East Berkshire VT           |
| Brücke über Wasserlauf (Strecke außer Betrieb) |                      | Missisquoi River            | Missisquoi River            |
| Strecke von links (außer Betrieb) · Abzweig geradeaus, nach rechts und von rechts (Strecke außer Betrieb) |                      |                             |                             |
| Strecke (außer Betrieb) · Kopfbahnhof Streckenende (Strecke außer Betrieb) | 44,2                 | Richford VT                 | Richford VT                 |
| Abzweig ehemals geradeaus und von links · Dienststation / Betriebs- oder Güterbahnhof quer |                      | von Farnham                 | von Farnham                 |
| Strecke |                      | nach Newport                | nach Newport                |

Die Bahnstrecke St. Albans–Richford ist eine Eisenbahnstrecke in Vermont (Vereinigte Staaten). Sie ist 44,22 Kilometer lang und verbindet die Städte St. Albans, Sheldon, Enosburg Falls, East Berkshire und Richford. Die Strecke ist stillgelegt.

## Geschichte
Die Missisquoi Railroad wurde am 14. November 1867 gegründet, um eine Strecke im Tal des gleichnamigen Flusses von St. Albans nach Richford zu bauen. Um die Bahngesellschaft an sich zu binden und so einer eventuellen Konkurrenz durch andere Bahngesellschaften zu begegnen, finanzierte die Vermont Central Railroad den Bau mit und so konnte die Strecke am 1. Juli 1873 eröffnet werden. Von der Eröffnung an pachtete die inzwischen in Central Vermont Railroad (CV) umgegründete Gesellschaft die Strecke. Der Pachtvertrag wurde zwar am 15. November 1877 aufgelöst, am 30. Juni 1888 jedoch erneuert. Ab dem 15. April 1899 war die CV auch Eigentümer der Strecke, nachdem sie die am 24. Dezember 1886 in Missisquoi Valley Railroad umgegründete Bahn aufgekauft hatte.
In den 1930er Jahren wurden kurzzeitig Gasturbinentriebwagen auf der Strecke eingesetzt, dies konnte jedoch die Einstellung des Personenverkehrs am 11. November 1938 nicht verhindern. Am 6. April 1957 fuhr der letzte Dampfzug auf der Strecke. Ab dem folgenden Tag waren zwischen St. Albans und Richford Dieselloks der Typen EMD SW1200 und EMD GP9 anzutreffen. Nach dem teilweisen Einsturz der Brücke über den Missisquoi bei Sheldon Junction durch eine Zugentgleisung stellte die Bahngesellschaft den Verkehr zwischen Sheldon Springs und Richford ein und legte den Abschnitt von Sheldon Springs bis Sheldon Junction still. Der übrige Teil der Strecke wurde nun nur noch bei Bedarf befahren. Ab dem 1. Februar 1989 übernahm die Lamoille Valley Railroad die Strecke und nahm den Verkehr zwischen St. Albans und Sheldon Springs sowie zwischen Sheldon Junction und Richford wieder auf. Noch im gleichen Jahr wurde der Betrieb nach Richford jedoch wieder eingestellt. Nachdem 1990 der letzte Güterkunde in Sheldon Springs weggefallen war, wurde der Abschnitt von St. Albans dorthin stillgelegt und abgebaut. Zwei Jahre später legte die Lamoille Valley auch den Abschnitt zwischen Sheldon Junction und Richford still. Die gesamte Strecke wurde an den Bundesstaat verkauft und später in den Missisquoi Valley Rail-Trail, einen Rad- und Wanderweg, umgewandelt. Hierzu wurde auch die Brücke über den Missisquoi wieder aufgebaut.

## Streckenbeschreibung
Die Strecke beginnt im Bahnhof von St. Albans, wo sie in einem Gleisdreieck aus der Bahnstrecke Essex Junction–Rouses Point abzweigt. Ein Anschlussgleis vom Güterbahnhof Italy Yard ist noch in Betrieb. Die Strecke querte kurz darauf die North Main Street, die bis 1921 auch die Strecke der Straßenbahn St. Albans trug. Eine Gleisverbindung bestand hier zur Straßenbahn, vor allem um Milchwagen überführen zu können, die durch die Straßenbahn direkt zu den Kunden transportiert wurde. Die Strecke verläuft nordostwärts und steil bergauf. Oft musste hier eine zusätzliche Schiebelokomotive verwendet werden, um schwerere Züge über den Berg zu drücken. Nach Greens Corner ist die höchste Stelle der Strecke erreicht. Hier befand sich ein Nebengleis, um Zugteile rangieren zu können, falls ein Zug zu schwer war und geteilt werden musste. Die Strecke fällt nun steil wieder ab und erreicht bei Sheldon Springs den Missisquoi River, dem sie bis Richford folgt.
Die Trasse überquert den Fluss kurz nach Sheldon Springs und erreicht direkt danach den Kreuzungsbahnhof Sheldon Junction, wo sich Verbindungskurven zur hier niveaugleich querenden Bahnstrecke Lunenburg–Maquam befanden. Die Brücke über den Missisquoi hatte drei Segmente, von denen eines bei der Entgleisung 1984 abgerissen werden musste. Weiter entlang des Nordufers des Missisquoi führt die Bahnstrecke weiter durch North Sheldon, South Franklin, Enosburg Falls und North Enosburg. Kurz nach North Enosburg durchquert die Strecke die Siedlung Samsonville. Obwohl sich die Bewohner 1882 für einen Haltepunkt der Bahn aussprachen, wurde hier nie ein solcher gebaut. Durch East Berkshire hindurch führt die Strecke weiter und überquert erneut den Missisquoi. Kurz vor Richford befand sich ein Gleisdreieck, über das die Züge im Ganzen gewendet wurden. Güterwagen mussten immer am Zuganfang fahren, da sie sonst bei einem Frontalzusammenstoß die viel leichteren Personenwagen zusammendrücken würden, der Gepäckwagen fuhr immer am Schluss des Zuges, um als Puffer bei Auffahrunfällen zu dienen. Ein einfaches Umsetzen der Lok an das andere Ende des Zuges war daher nicht möglich. Das Gleisdreieck war außerdem der Anfang des kurzen Verbindungsgleises zur Bahnstrecke Newport–Farnham der Canadian Pacific, die einen eigenen Bahnhof auf der anderen Seite des Flusses hatte. Über dieses Gleis und die Bahnstrecke wurden regelmäßig Wagen an die Canadian Pacific übergeben.

## Unfälle
Am 4. November 1883 fuhr ein gemischter Zug, bestehend aus der Lok, zwei Milchwagen und mehreren Personenwagen sowie einem kombinierten Gepäck- und Postwagen, in Richtung Richford. Etwa eine Meile (anderthalb Kilometer) östlich von Enosburg Falls befand sich der Anschluss an eine Verladestation am Flussufer des Missisquoi River. Die Weiche zu diesem Anschluss war in Richtung Fluss gestellt, was der Zugführer zu spät bemerkte. Er fuhr über den Gleisabschluss des Anschlussgleises und die Lok sowie die beiden Milchwagen stürzten in den Fluss. Lokführer und Heizer starben dabei. Die Weiche war absichtlich von einem ehemaligen Arbeiter der Bahngesellschaft umgestellt, der kurz vorher entlassen worden war.
Das Stationsgebäude in North Enosburg brannte 1904 ab, 1906 auch das in Richford. Sie wurden kurz darauf durch Neubauten ersetzt. Das neue Bahnhofsgebäude von Richford steht noch heute an der Troy Street.
Am 29. Juni 1984 entgleiste ein Zug der Canadian Pacific Railway und Guilford Transportation, der über die Strecke umgeleitet worden war, auf der Brücke über den Missisquoi bei Sheldon Junction. Da die Brücke dabei stark beschädigt wurde, war dies der letzte Zug, der die Brücke passierte, sie wurde daraufhin stillgelegt.